# 211

## Събития
- Каракала и Публий Септимий Гета стават римски императори

## Починали
- 4 февруари: Септимий Север, римски император (* 146)
- декември: Публий Септимий Гета, римски император (* 189)
- Фулвия Плавцила, съпруга на Каракала
- 211/212: Гай Септимий Север Апер, римски политик